# Joe Simmonds
Pour les articles homonymes, voir Simmonds.

a Compétitions nationales et continentales officielles uniquement.

b Matchs officiels uniquement.
Dernière mise à jour le 09 janvier 2025.
Joe Simmonds, né le 19 décembre 1996 à Torquay (Angleterre), est un joueur anglais de rugby à XV, jouant au poste de demi d'ouverture à la Section paloise. 
Son frère aîné Sam Simmonds, également rugbyman, évolue sous les couleurs du Montpellier HR.

## Biographie

### Jeunesse et formation
Joe Simmonds naît le 19 décembre 1996 à Torquay, une ville côtière située dans le comté de Devon, dans le sud de l’Angleterre. Il est le fils de David, pêcheur, et de Nicola, coiffeuse. Avec son frère aîné, Sam Simmonds, il grandit à Teignmouth, où les deux frères débutent leur parcours sportif au sein du club local, le Teignmouth R.F.C. (en).
Bien que passionné de football dans sa jeunesse et fervent supporter de Manchester United, Joe finit par s’orienter vers le rugby à XV. Il se fixe au poste de demi d’ouverture, rompant la tradition familiale, puisque son père, son oncle et son frère aîné ont tous évolués en troisième-ligne.
Scolarisé à l’Ivybridge Community College, tout comme son frère, il est repéré par les recruteurs d’Exeter. En 2015, il intègre l’Academy des Chiefs, et rejoint son frère.

### Début de carrière à Exeter (2016-2023)
Durant la saison 2015-2016, Joe Simmonds est prêté par Exeter aux Taunton R.F.C. (en). Pendant cette période, il est également sélectionné en équipe d'Angleterre des moins de 20 ans pour le Tournoi des Six Nations des moins de 20 ans 2016.
Il fait ensuite ses débuts professionnels en début de saison 2016-2017, lors d'un match de Coupe anglo-galloise le 5 novembre 2016 contre les Harlequins à Sandy Park. Il est ensuite prêté pour la suite de la saison à Plymouth Albion, club de National League One, la troisième division anglaise. Puis, il fait son retour à Exeter pour la fin de saison et aide les Chiefs à atteindre la finale de la coupe anglo-galloise. En finale contre Leicester, il est fait partie du XV de départ tout comme son frère Sam, mais son équipe perd ce match 12 à 16.
Il joue son premier match complet avec les Exeter Chiefs en championnat d'Angleterre en fin de saison suivante, en 2017-2018, contre les Saracens et est alors nommé homme du match. Joe, âgé de 20 ans, est titularisé pour la première fois aux côtés de Sam, alors âgé de 22 ans, en Premiership lors de la victoire d'Exeter à Leicester le 3 mars 2017. Comme la saison précédente, Exeter se qualifie pour la finale de la coupe anglo-galloise et affronte cette fois Bath Rugby et s'impose 11 à 28. Joe Simmonds est titulaire et marque 13 points dans la rencontre. 
Durant la saison 2019-2020, à seulement 23 ans, il devient capitaine d'Exeter durant la Coupe d'Europe lors d'un match de poule contre les Glasgow Warriors. Il retient le capitanat de l'équipe jusqu'à la finale de la compétition, où Exeter s'impose contre le Racing 92 sur le score de 31 à 27, et devient le plus jeune capitaine d'une équipe vainqueur de la Coupe d'Europe. Auteur d'un 100% au but durant cette finale, Simmonds porte son total de points à 95 unités durant la compétition, faisant de lui le meilleur réalisateur de la saison de Coupe d'Europe tandis que son frère Sam finit meilleur marqueur d'essais de la saison. En championnat son équipe est également finaliste. Les Chiefs rencontrent les Wasps. Joe Simmonds est titularisé à l'ouverture et marque 14 des 19 points de son équipe permettant aux siens de l'emporter 19 à 13 et de réaliser ainsi le doublé Coupe d'Europe/Championnat,.
La saison suivante, en 2020-2021, Exeter se qualifie jusqu'en finale du championnat pour la sixième fois consécutive où il affronte les Harlequins. Pour cette rencontre, Joe Simmonds est titulaire à l'ouverture et marque 13 points. Ce n'est cependant pas suffisant pour faire gagner son équipe qui est battue de justesse en toute fin de match et s'incline sur le score de 38 à 40,.

### Départ en France (2023-)
Après sept saisons avec Exeter, où il inscrit plus de 1 000 points, Joe Simmonds choisit de poursuivre sa carrière en France. Il rejoint la Section paloise pour la saison 2023-2024, s'engageant pour deux ans,.
Dès son arrivée, il s'impose comme titulaire au poste de demi d'ouverture et enchaîne trois titularisations consécutives en Top 14. Malgré une maîtrise encore limitée du français, il s'adapte rapidement, notamment grâce à la présence de son compatriote, le demi de mêlée international Dan Robson. Il souligne également les différences entre le jeu en France et en Angleterre, mettant en avant un rythme plus élevé et une structure moins rigide, qui correspondent parfaitement à son style de jeu.
Dès ses trois premiers matchs, il est élu joueur du mois de septembre par les supporters et prend la tête du classement des meilleurs réalisateurs.
Lors de sa première saison en Top 14, il s'affirme comme un joueur clé. Il participe à 24 rencontres (dont 23 titularisations) et termine meilleur réalisateur du championnat avec 246 points. Il est également le joueur le plus utilisé de la compétition en termes de temps de jeu.
Sa seconde saison (2024 -2025) le voit confirmer sa place de leader de jeu au sein du club. Malgré de nombreuses blessures au sein de l'effectif, il reste un joueur clé en attaque et en défense. En septembre 2024, il prolonge son contrat avec la Section paloise jusqu'en 2028.
Lors de la 19e journée du Top 14 2024-2025, il joue un rôle décisif face au Montpellier Hérault Rugby. Il inscrit un drop victorieux dans les arrêts de jeu, offrant une victoire 40-38 à la Section et maintenant l’équipe dans la course au Top 6. Il se distingue également par une passe au pied décisive pour Fabien Brau-Boirie et un sans-faute dans son rôle de buteur. Ce match revêt une signification particulière, puisqu'il affronte son frère Sam Simmonds, évoluant avec Montpellier. Pour l'occasion, 77 membres de leur famille font le déplacement et assistent à la rencontre depuis les tribunes, arborant des maillots combinant les couleurs de la Section paloise et du MHR.

## Palmarès

### En club
- Exeter Chiefs
  - Vainqueur du Championnat d'Angleterre en 2017 et 2020
  - Finaliste du Championnat d'Angleterre en 2018, 2019 et 2021
  - Finaliste de Coupe anglo-galloise en 2017
  - Vainqueur de la Coupe anglo-galloise en 2018
  - Vainqueur de la Coupe d'Europe en 2020

### Distinctions personnelles
- Meilleur réalisateur de la Coupe d'Europe en 2020 (95 points)
- Meilleur réalisateur du Championnat de France en 2024 (246 points)

## Décorations
- Ordre de l'Empire britannique à titre civil (2021)